# Punta de les Perdius
La Punta de les Perdius és una muntanya de 268 metres que es troba al municipi de Llardecans, a la comarca catalana del Segrià.